# Aphanochaetaceae
Aphanochaetaceae, porodica zelenih alga u redu Chaetophorales. Postoji 15 priznatih vrsta u četiri roda.

## Rodovi
1. Aphanochaete Braun, 8
2. Chaetonema Nowakowski [Nowakovsky], 3
3. Micropoa Moewus , 1
4. Thamniochaete F.Gay, 3